# Norman D. Newell
Norman Dennis Newell (* 27. Januar 1909 in Chicago; † 18. April 2005 in Leonia, New Jersey) war ein US-amerikanischer Paläontologe und ein Pionier der Paläoökologie, der die Ursachen und Folgen von Massenaussterben in der Erdgeschichte erforschte. Zu seinen Schülern gehören Niles Eldredge und Stephen Jay Gould. Nach der Veröffentlichung seines Buches On Creation and Evolution: Myth or Reality?, einer populärwissenschaftlichen Auseinandersetzung mit dem Kreationismus, machte er in den 1980er Jahren auf die globale Erwärmung aufmerksam und stellte die These auf, dass wir gegenwärtig „eines der größten Massenaussterben“ der Erdgeschichte erleben.

## Leben
Newell studierte Geologie an der University of Kansas und schloss mit Bachelor und Master ab. Sein Ph.D.-Studium absolvierte er an der University of Chicago. 1929 begann er seine berufliche Laufbahn mit einer Stelle beim Kansas Geological Survey. Von 1937 bis 1945 lehrte er an der University of Wisconsin und wechselte dann auf eine Stelle als Kurator in die Abteilung für Wirbellose am American Museum of Natural History, während er gleichzeitig Geologie an der Columbia University lehrte. Diese Stellen hatte er vier Jahrzehnte inne.
Zunächst beschäftigte er sich mit der geologischen Geschichte der Anden, der Evolution von lebenden und ausgestorbenen Muscheln sowie der der Ökologie und Bildung von Korallenriffen. 1937 und 1942 veröffentlichte er zwei Monographien über fossile Pelecypoden, in denen er die Form des Fossils mit der biologischen Funktion in Beziehung zu setzen versuchte. 1950 wandte er sich dem Studium von Massenaussterben in der Erdgeschichte zu. Zunächst erforschte er Karbonat-Sedimente und das Aussterben von Mollusken in Texas und verglich seine Erkenntnisse dann mit dem Wissen über andere marine Wirbellose im oberen Paläozoikum und unteren Mesozoikum. Er kam zu dem Schluss, dass die Massenaussterben eine Folge von Meeresspiegelschwankungen und dem Rückzug flacher, warmer Schelf- und Randmeere waren. Weitere Arbeiten führten ihn 1952 nach Raroia, ein Atoll im Südpazifik, und in den 1960ern auf die Bahamas zu den Korallenriffen der Bahama Banks. In dieser Zeit wirkte er an den von mehreren Autoren verfassten zwei Bänden des Treatise on Invertebrate Paleontology über Muscheln mit, die heute noch ein Standardwerk der Paläontologie darstellen. Die dort von Newell zur Klassifikation von Muscheln verwendete Systematik war weit verbreitet und unter Paläontologen populär. 1977 wurde er mit dem Abschluss seiner aktiven Laufbahn zum Kurator emeritus ernannt.
Auch im Ruhestand veröffentlichte Newell wissenschaftliche Aufsätze. In den 1980er Jahren beschäftigte sich Newell darüber hinaus mit der Vermittlung seiner Erkenntnisse an ein breiteres Publikum und schrieb On Creation and Evolution, um unter anderem die Unvereinbarkeit des wissenschaftlichen Kenntnisstandes mit kreationistischen Theorien aufzuzeigen. In weiteren Arbeiten verglich er den Einfluss des Menschen im 20. Jahrhundert auf die Natur mit den Massenaussterben der Erdgeschichte und sah diese übertroffen durch das massenhafte Aussterben von Tierarten durch Einwirken des Menschen.
1972 führte er mit Kollegen die ausgestorbene Mollusken-Klasse der Schnabelschaler ein.

## Ehrungen und Preise
Newell war Mitglied der National Academy of Sciences, der American Academy of Arts and Sciences, der American Association for the Advancement of Science und der American Philosophical Society. 1949 war er Präsident der Society for the Study of Evolution und 1960/61 der Paleontological Society. Er verfasste zahlreiche wissenschaftliche Arbeiten und einige Bücher. Seine zahlreichen Preise für wissenschaftliche Leistungen umfassen unter anderem Auszeichnungen der National Academy of Sciences, der Yale University und des American Museum of Natural History. 1990 empfing er die Penrose-Medaille der Geological Society of America. Das American Geological Institute erhob ihn 2004 in den Rang eines Legendary Geoscientist („Legendärer Geowissenschaftler“).

## Schriften
- 1937–1942: Late paleozoic pelecypods. 3 Bände, University of Kansas, Lawrence
- 1949: Geology of the Lake Titicaca region, Peru and Bolivia. Geological Society of America, New York
- 1949: Upper Paleozoic of Peru. New York
- 1951: Shoal-water geology and environments, eastern Andros Island, Bahamas. New York
- 1953: The Permian reef complex of the Guadalupe Mountains region, Texas and New Mexico; a study in paleoecology. W.H. Freeman, San Francisco (mit anderen Autoren)
- 1956: Geological reconnaissance of Raroia (Kon Tiki) Atoll, Tuamotu Archipelago. American Museum of Natural History, S. 315–372, New York
- 1964: Approaches to paleoecology. Wiley, New York (mit John Imbrie)
- 1965: Mass Extinctions at the End of the Cretaceous Period. In: Science. Band 149, Nr. 3687, S. 922–924
- 1979: Permian pelecypods from Tunisia. American Museum of Natural History, New York (mit Donald W. Boyd)
- 1982: On Creation and Evolution: Myth or Reality? Columbia University Press